# Комбретум

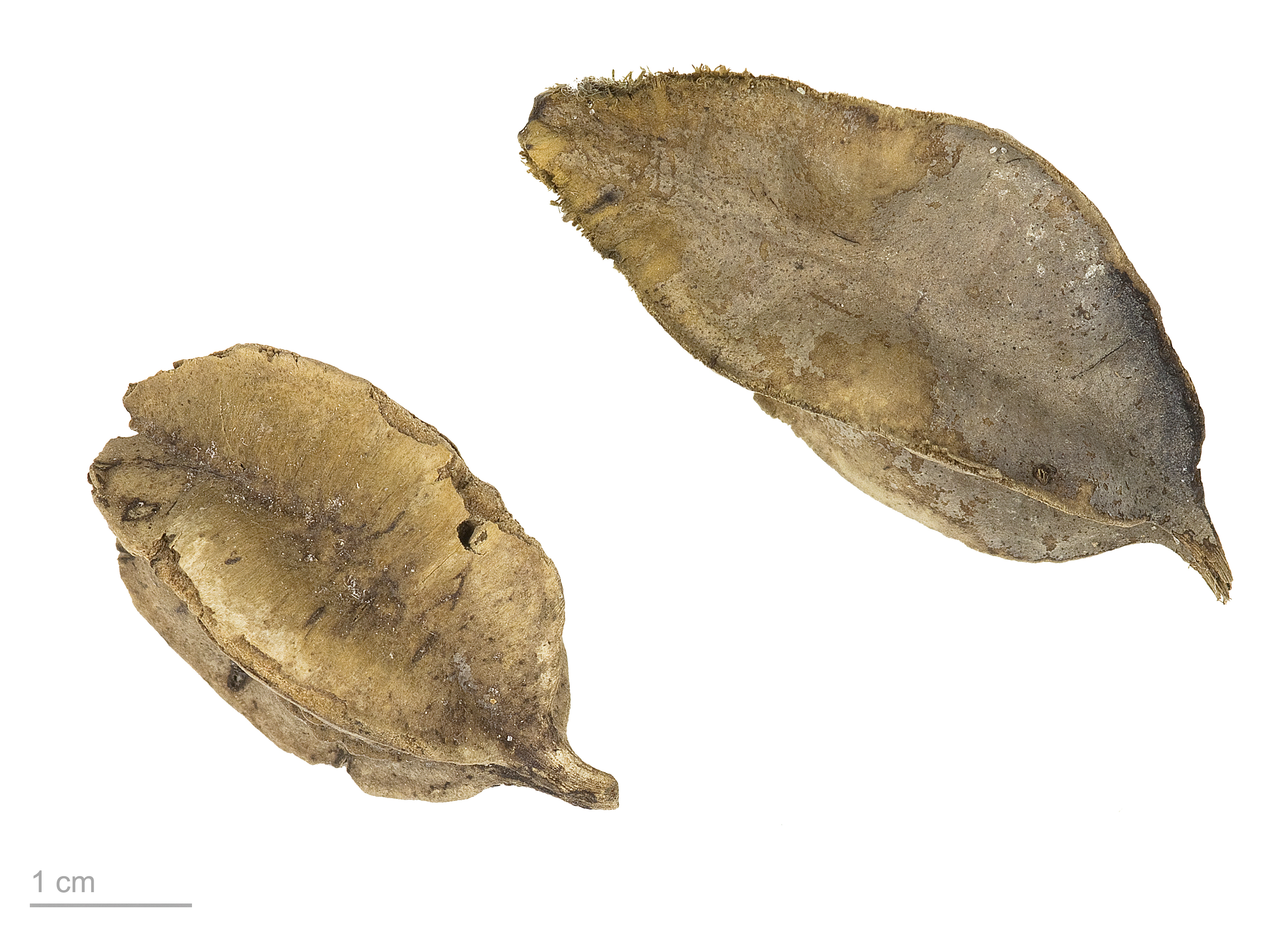
Плоды Combretum acutum — Тулузский музей

Комбре́тум (лат. Combretum) — род вечнозелёных и листопадных растений семейства Комбретовые, широко распространённых в тропическом поясе обоих полушарий, за исключением Австралии. Состоит приблизительно из 290 видов, наибольшее распространение имеет в Центральной и Южной Африке.

## Ботаническое описание
Включают в себя деревья и кустарники, некоторые из них вьющиеся (например, Combretum bracteosum). Большинство растений вечнозелёные, за исключением некоторых видов из Южной Африки, таких как комбретум Краусса (Combretum kraussii), которые являются листопадными. Листья растений этого рода супротивные, мутовчатые или редко очередные; как правило, простые; овальные либо ланцевидные. Черешок листа иногда имеет крючковатую колючку. Цветки двуполые, мелкие, радиально-симметричные, иногда без лепестков, ярко-окрашенные, собраны в кисть или метёлку. Лепестков, если есть, 4-5. Тычинок вдвое больше, чем лепестков, расположены они в 1-2 ряда. Завязь нижняя. Плод — стручок с 4-5 крылышками.

## Синонимы
- Aetia Adans. (1763)
- Bucholzia Stadtm. ex P.Willemet (1796)
- Bureava Baill. (1860)
- Cacoucia Aubl. (1775)
- Calopyxis Tul. (1856)
- Campylochiton Welw. ex Hiern (1898)
- Campylogyne Welw. ex Hemsl. (1899)
- Chrysostachys Pohl (1831)
- Codonocroton E.Mey. ex Engl. & Diels (1899)
- Cristaria Sonn. (1782), nom. rej.
- Embryogonia Blume (1856)
- Forsgardia Vell. (1829)
- Gonocarpus Ham. (1825), nom. illeg.
- Grislea L. (1753), nom. rej.
- Hambergera Scop. (1777)
- Kleinia Crantz (1766), nom. illeg.
- Meiostemon Exell & Stace (1966)
- Mekistus Lour. ex Gomes Mach. (1868)
- Physopodium Desv. (1826)
- Poivrea Comm. ex DC. (1828), nom. superfl.
- Quisqualis L. (1762) — Квисквалис
- Schousboea Willd. (1799)
- Seguiera Rchb. ex Oliv. (1871)
- Sheadendron G.Bertol. (1850)
- Sphalanthus Jack (1822)
- Thiloa Eichler (1866) — Тилоа
- Udani Adans. (1763)

## Виды
По информации базы данных The Plant List, род включает 289 видов. Некоторые из них:
- Combretum afrum (Eckl. & Zeyh.) Kuntze
- Combretum apiculatum Sond.
- Combretum bracteosum (Hochst.) Engl. & Diels
- Combretum celastroides Welw. ex M.A.Lawson
- Combretum coccineum (Sonn.) Lam.
- Combretum collinum Fresen.
- Combretum comosum G.Don
- Combretum decandrum Jacq.
- Combretum erythrophyllum (Burch.) Sond.
- Combretum fruticosum (Loefl.) Stuntz
- Combretum glutinosum Perr. ex DC.
- Combretum graciliflorum Stace
- Combretum hereroense Schinz
- Combretum imberbe Wawra — Свинцовое дерево
- Combretum indicum (L.) DeFilipps — Комбретум индийский
- Combretum kraussii Hochst.
- Combretum latifolium Blume
- Combretum malabaricum (Bedd.) Sujana, Ratheesh & Anil Kumar
- Combretum micranthum G.Don
- Combretum microphyllum Klotzsch
- Combretum molle R.Br. ex G.Don
- Combretum paniculatum Vent. — Комбретум метельчатый
- Combretum quadrangulare Kurz — Комбретум четырёхгранный
- Combretum racemosum P.Beauv. — Комбретум кистевидный